# 1942年の相撲
1942年の相撲（1942ねんのすもう）は、1942年の相撲関係のできごとについて述べる。
1941年-1942年-1943年

## できごと
- 1月、新横綱・羽黒山、新大関・照國誕生。横綱・男女ノ川引退。元大関・五ツ嶋廃業。
- 12月28日、協会葬（橋詰正次・木村良雄）

## 本場所
- 1月場所
  - 幕内最高優勝：双葉山定次（双葉山相撲道場）  - 14勝1敗（2場所ぶり9回目）[1]
- 5月場所
  - 幕内最高優勝：双葉山定次（双葉山相撲道場） - 13勝2敗（2場所連続10回目）[1]

## 誕生
- 2月20日 - 若二瀬唯之（最高位：小結、所属：大鳴戸部屋→朝日山部屋、+ 1997年【平成9年】）[2]
- 3月28日 - 北の富士勝昭（第52代横綱、所属：出羽海部屋→九重部屋、+ 2024年【令和6年】）[3][4]
- 3月29日 - 33代木村庄之助（元・立行司、所属：高砂部屋）[5]
- 4月11日 - 安芸の國一典（最高位：十両9枚目、所属：時津風部屋）
- 5月4日 - 淺瀬川健次（最高位：前頭筆頭、所属：荒磯部屋→伊勢ヶ濱部屋、+ 2017年【平成29年】）[6]
- 6月7日 - 逆鉾與治郎（最高位：前頭6枚目、所属：井筒部屋、+ 2000年【平成12年】）[7]
- 6月20日 - 大麒麟將能（最高位：大関、所属：二所ノ関部屋、+ 2010年【平成22年】）[8]
- 7月19日 - 高鐵山孝之進（最高位：関脇、所属：朝日山部屋、+ 1996年【平成8年】）[8]
- 8月9日 - 和晃敏郎（最高位：前頭筆頭、所属：伊勢ヶ濱部屋、+ 2018年【平成30年】）[9]
- 8月17日 - 9代式守勘太夫（元・三役格行司、所属：伊勢ヶ濱部屋→桐山部屋、+ 2023年【令和5年】）[10]
- 10月20日 - 隆昌山勝茂（最高位：十両7枚目、所属：小野川部屋→出羽海部屋）
- 10月26日 - 八竜鉄右エ門（最高位：十両15枚目、所属：錦島部屋→時津風部屋）
- 12月10日 - 柏梁勝雄（最高位：十両3枚目、所属：伊勢ノ海部屋、+ 2019年【平成31年】）[11]

## 死去
- 4月28日 - 橋詰正次（最高位：三段目）※現役力士唯一の戦死
- 5月5日 - 豊國福馬（最高位：大関、所属：井筒部屋、* 1893年【明治26年】）[12]
- 5月22日 - 神嵜重太郎（最高位：前頭13枚目、所属：高砂部屋、* 1882年【明治15年】）[13]
- 6月2日 - 磐城徳枩（最高位：十両2枚目、所属：二十山部屋、* 1912年【明治45年】）
- 6月27日 - 氷見ヶ濱弥太郎（最高位：前頭13枚目、所属：稲川部屋、* 1882年【明治15年】）[14]
- 7月12日 - 大鳴門灘右エ門（最高位：関脇、所属：八角部屋、年寄：八角、* 1887年【明治20年】）[15]
- 9月21日 - 阿蘇ヶ嶽寅吉（最高位：小結、所属：八角部屋、* 1890年【明治23年】）[16]
- 11月23日 - 源武山源右エ門（最高位：十両2枚目、所属：伊勢ノ海部屋→朝日山部屋、* 1887年【明治20年】）
- 11月某日 - 木村良雄（十両格行司）※被雷による沈没で死亡